# パムズ
株式会社パムズは、東京都千代田区麹町に所在する日本のアスリートマネジメント会社。

## 概要
井口資仁の代理人であった鈴木登琉が2009年設立。井口資仁本人も設立に関わり、役員を務めていた。
社名は由来は「PROFESSIONAL ATHLETE MANAGEMENT SERVICES」の頭文字を取ったもの。
アスリート・元アスリートのマネジメントの他に、野球塾(PAMS BASEBALL ACADEMY)を主催している。

## 所属アスリート
＊2025年3月31日現在(公式HPトップページに記載されている者)

### 野球

#### 現役
- 美馬学(千葉ロッテマリーンズ)
- 神里和毅(横浜DeNAベイスターズ)
- 吉田正尚(ボストン・レッドソックス)
- 松川虎生(千葉ロッテマリーンズ)

#### 指導者・解説者
- 井口資仁(元千葉ロッテマリーンズ)
- 鳥谷敬(元千葉ロッテマリーンズ)
- 平野恵一(台湾プロ野球・中信兄弟の打撃・内野総括コーチ)
- 斉藤和巳(元福岡ソフトバンクホークス三軍監督)
- 荻野忠寛(元千葉ロッテマリーンズ)
- 竹原直隆(元埼玉西武ライオンズ)
- 野口寿浩(元横浜ベイスターズ)
- 武田一浩(元読売ジャイアンツ)
- 明石健志(元福岡ソフトバンクホークス)
- 倉野信次(福岡ソフトバンクホークス投手コーチ)
- 森笠繁(福岡ソフトバンクホークス4軍打撃コーチ)
- 澤﨑俊和(群馬ダイヤモンドペガサス投手コーチ)

### 格闘技
- 小笠原裕典(キックボクシング)
- 小笠原瑛作(キックボクシング)
- 臼井欽士郎(ボクシング)
- T-98(キックボクシング)
- 不可思(キックボクシング)
- 藩隆成(キックボクシング)

## 過去に所属していたアスリート
- 清田育宏(元千葉ロッテマリーンズ)